# José Ramón Beloki
José Ramón Beloki Guerra [ xoˈse raˈmõn beˈloki ˈɣɛra] est un homme politique espagnol membre du Parti nationaliste basque (EAJ/PNV), né le 15 janvier 1947 à Legazpia.

## Biographie
José Ramón Beloki Guerra naît le 15 janvier 1947 à Legazpia, dans le Guipuscoa.
Il étudie le droit commercial à l'université de Deusto, puis devient journaliste entre 1970 et 1983. Il dirige la communication du gouvernement basque de 1983 à 1984, puis rejoint en 1985 l'Euskal Irrati Telebista (EiTB), la télévision publique de la communauté autonome du Pays basque.
Entre 1991 et 1999, il dirige le cabinet d'Eli Galdós, puis Román Sudupe, successivement député général de la Députation forale du Guipuscoa. Il occupe ensuite plusieurs responsabilités exécutives au sein de l'institution, jusqu'à son élection au Congrès des députés lors des élections générales du 14 mars 2004, où il était tête de liste du Parti nationaliste basque (EAJ/PNV) dans la circonscription de Guipuscoa.
Il est confirmé comme tête de liste aux élections générales du 9 mars 2008. À l'ouverture de la IXe législature le 1er avril suivant, il devient deuxième secrétaire du bureau. Il décide de ne pas se représenter aux élections générales anticipées du 20 novembre 2011 et abandonne la vie politique.